# Karl Grün
Karl Grün (30 de septiembre de 1817 - 18 de febrero de 1887), también conocido por su apodo de Ernst von der Haid, fue un periodista y teórico de la política socialista.
Jugó un papel destacado en los movimientos políticos radicales que precedieron a la Revolución de 1848 y participó en la revolución. Él era un asociado de Heinrich Heine, Ludwig Feuerbach, Pierre-Joseph Proudhon, Karl Marx, Mijail Bakunin y otras figuras políticas radicales de la época.

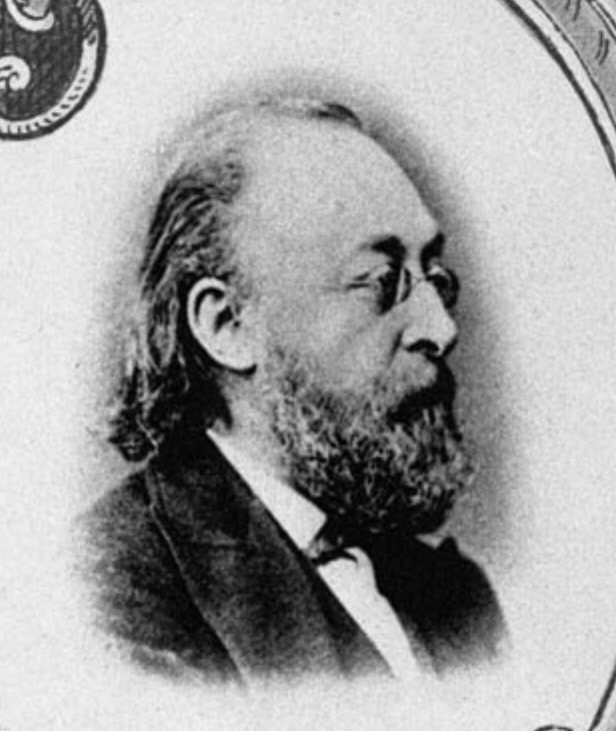
Karl Grün

## Hegelianismo y el "socialismo real"
Karl Theodor Ferdinand Grün nació en Lüdenscheid, un pueblo de Westfalia, entonces bajo control prusiano. Su padre era maestro. Su hermano menor, Alberto Grün, fue un poeta que más tarde se ganó una cierta notoriedad por su papel en la revolución de 1848-49. Cuando estudiante, Grün se involucró en el activismo político radical, ayudando a producir y distribuir propaganda ilegal. De 1835 a 1838 estudió filología y teología en la Universidad de Bonn, así como filología y filosofía en la Universidad de Berlín, donde completó su doctorado.
Uno de sus colegas fue Karl Marx. Grün y Marx asistieron a los círculos filosóficos de los radicales jóvenes hegelianos, y fueron fuertemente influenciados por el "materialismo humanista" de Ludwig Feuerbach. Grün también recibió una gran influencia por parte de las teorías contemporáneas de los socialistas franceses, y se asoció con el grupo de los "verdaderos socialistas" cercano a Moses Hess, un joven filósofo hegeliano y el precursor del sionismo laborista.
Grün regresó a Alemania en 1842. Su periodismo radical, la defensa de la democracia y el profesar simpatías republicanas y socialistas, y su asociación con conocidos círculos políticos radicales, hicieron inviable su carrera académica. La Universidad de Marburgo se negó a tener a Grün como estudiante posdoctoral, y las autoridades prusianas lo incluyeron en una lista de criminales políticos.
Fue expulsado de varios estados alemanes y vivió en varias ciudades en los últimos años, sustentándose por medio de su actividad periodística, dando conferencias sobre temas literarios y trabajando como profesor en diversas escuelas. En los círculos democráticos disfrutó de una cierta celebridad. 
Contribuyó a una serie de publicaciones radicales, incluyendo el periódico Der Sprecher ('El Presidente') y el periódico mensual Bielefelder Monatsschrift.

## El exilio y la revolución
En 1844, con la falta de dinero, bajo la presión de la censura y el miedo a ser arrestado, Grün, una vez más se fue al exilio. Se trasladó a Bruselas, donde se asoció con el poeta radical Ferdinand Freiligrath. Después de haber sido proscrito por el gobierno belga, se estableció en París.
En febrero de 1848, Grün acogió con entusiasmo la revolución contra el rey Luis Felipe y el establecimiento de la Segunda República Francesa. Un mes más tarde, la revolución se extendió a varios estados alemanes, y Grün regresó a Alemania. Se estableció en Tréveris, convirtiéndose en un destacado miembro del "Club Democrático" local y volvió a su periodismo político.
En 1849 ganó las elecciones en Wittlich y asumió su escaño como diputado de la extrema izquierda en la Asamblea Nacional prusiana. A medida que la revolución comenzó a perder impulso, el gobierno prusiano decidió disolver la Asamblea. Grün ayudó a organizar una gran manifestación de protesta, lo que condujo a un levantamiento local y un intento de invadir el arsenal de Prüm. 
A pesar de que no participó en el asalto al arsenal, Grün fue acusado de "responsabilidad intelectual" para el levantamiento y fue arrestado. Después de su liberación, fue de nuevo al exilio. Grün vivió en Bruselas desde 1850 hasta 1861, trabajando principalmente como tutor privado y escribiendo artículos contra Napoleón III.

## Las obras de Karl Grün
Las principales obras de Karl Grün aún no han sido traducidas al inglés, aunque algunos de sus artículos han sido incluidos en antologías de escritos de varios jóvenes hegelianos. Sus publicaciones incluyen:
- 1843: Die Judenfrage. Gegen Bruno Bauer. [Cuestión Judía. Contra Bruno Bauer]
- 1844: Friedrich Schiller als Mensch, Geschichtschreiber, Denker und Dichter. [Friedrich Schiller como hombre, historiador, filósofo y poeta]
- 1845: Die soziale Bewegung in Frankreich und Belgien. Briefe und Studien. [El Movimiento Social en Francia y Bélgica. Correspondencia y ensayos.]
- 1846: Über Goethe vom menschlichen Standpunkte. [Goethe desde el punto de vista humano]
- 1860: Louis Napoleon Bonaparte, die Sphinx auf dem französischen Kaiserthron. [Luis Napoleón Bonaparte, la esfinge en el trono imperial francés]
- 1861: Italien im Frühjahr 1861. [Italia en la primavera de 1861]
- 1872: Kulturgeschichte des 16. Jahrhunderts. [Historia de la Cultura del siglo XVI]
- 1874: Ludwig Feuerbach (2 volumes).
- 1876: Die Philosophie in der Gegenwart. [Filosofía del Presente]
- 1880: Kulturgeschichte des 17. Jahrhunderts. [Historia de la Cultura del siglo XVII]
- Grün también publicó una traducción al alemán del Sistema de las contradicciones económicas: La Filosofía de la Miseria de Proudhon, en 1847, y una edición de las Cartas de París del poeta Ludwig Börne en 1868.

Una selección de sus escritos se publicó en alemán, con una introducción filosófica de Manuela Koppe:
- Grün, K., Ausgewählte Schriften em zwei Banden. Ed. M. Köppe. Berlín, 2005.